# Сергиевское кладбище (Уфа)
Се́ргиевское кладбище — предположительно основано в середине XVIII века. Расположено на территории города Уфы, ограничено улицами Высотной, Караидельской, Белорусской и Сеченова.

## История
Своё название «Сергиевское» кладбище получило от находящейся рядом Сергиевской горы и по церкви (Преображенский храм), приписанной к Сергиевскому храму Уфы.
Кладбище закрыто для новых захоронений начиная с 70-х годов XX века. Здесь покоятся герои Великой Отечественной войны, есть три братских могилы, в которых похоронены около 1 300 бойцов и офицеров, умерших в Уфе в годы войны. Здесь также находятся могилы одного из знаменитых братьев-революционеров Кадомцевых, ректора Московского университета, профессора Матвея Любавского и многих других знаменитых личностей.
В связи с тем, что на Сергиевском кладбище покоятся выдающиеся деятели своего времени, в 2012 году ему, как и уфимскому Магометанскому кладбищу, присвоен статус историко-мемориального.

## Известные лица, похороненные на кладбище

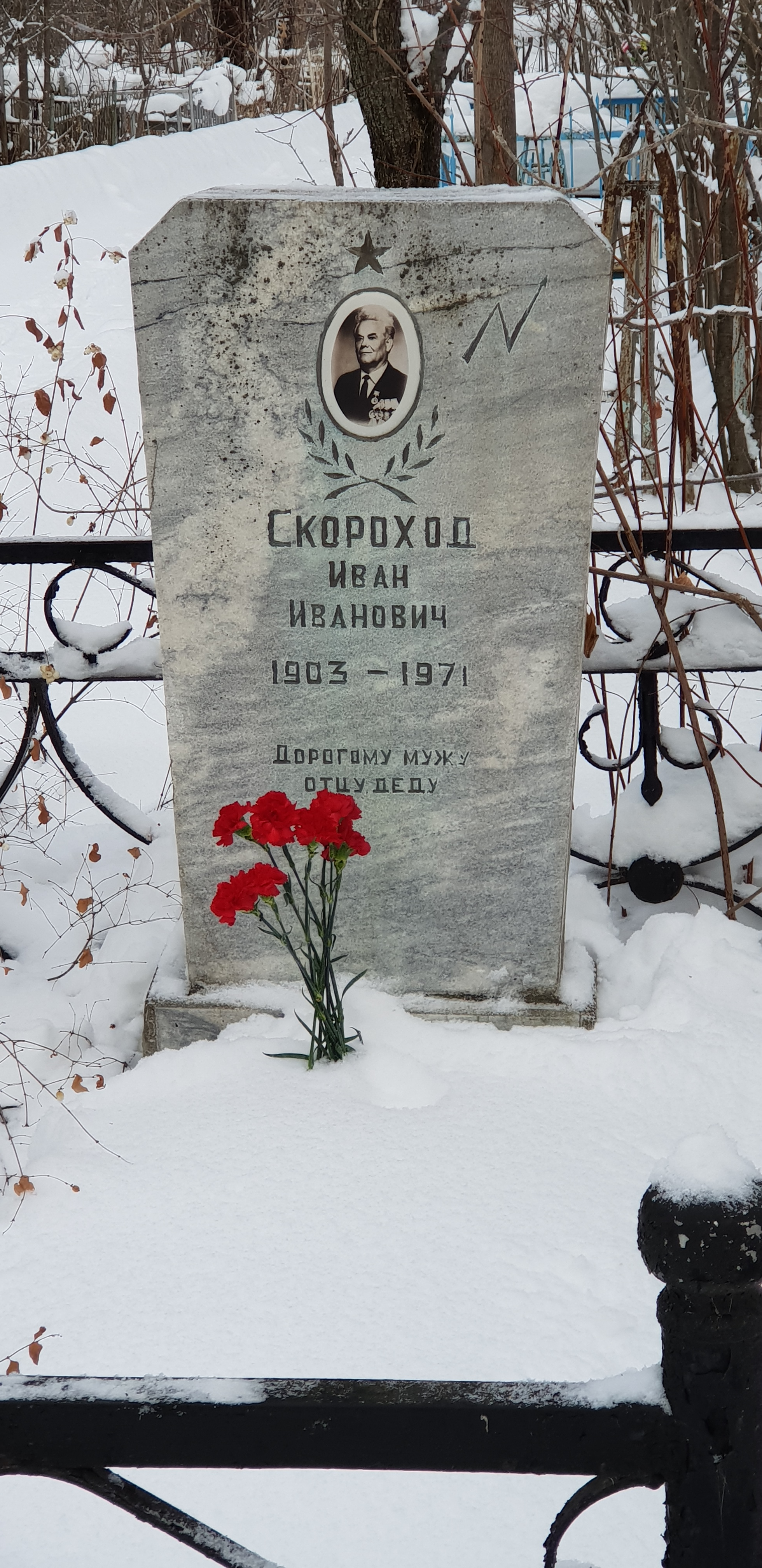
Могила И. И. Скорохода, Сергиевское кладбище

См. также: Похороненные на Сергиевском кладбище
- Арцыбашев, Василий Петрович — участник революционного движения в России.
- Блок, Иван Львович — самарский губернатор в 1906 году, могила уничтожена после 1945 года.
- Зарубин, Николай Павлович (1845—1909) — управляющий Уфимской казённой палатой в 1890—1909 годах
- Зирах, Аполлоний Александрович (1855—1919) — фотограф, создавший уникальную фотолетопись дореволюционной Уфы.
- Кадомцев, Иван Самуилович — видный деятель революционного движения на Урале.
- Любавский, Матвей Кузьмич — российский историк; ректор Московского университета (1911—1917).
- Носков, Александр Куприянович — пионер биогеографии Башкортостана.
- Скороход Иван Иванович — главный энергетик 417-го Уфимского нефтеперерабатывающего завода. (27 сентября 1903 — 10 декабря 1971). Кавалер двух орденов Трудового Красного знамени. За выполнение правительственного задания в 1942 году награжден орденом Ленина; также награжден медалями За доблестный труд в Великой Отечественной войне, за оборону Кавказа, двумя значками «Отличник Социалистического соревнования министерства нефтяной промышленности».